# Phare de Pedra do Sal
Le phare de Pedra do Sal (en portugais : Farol de Pedra do Sal) est un phare situé à Parnaíba, à environ 10 km au sud-est de l'embouchure principale du Rio Parnaíba (État de Piauí - Brésil).
Ce phare est la propriété de la Marine brésilienne  et il est géré par le Centro de Sinalização Náutica e Reparos Almirante Moraes Rego (CAMR) au sein de la Direction de l'Hydrographie et de la Navigation (DHN).
Ce phare est classé monument historique du Brésil.

## Histoire
Le premier phare a été mis en service le 4 mars 1873 sur la plage de Pedra do Sal, sur la Grande île de Santa Isabel  dans le delta du Rio Parnaíba. C'était une tourelle métallique octogonale  blanche de 12,5 m de haut, équipée d'un appareil dioptrique de 4e ordre émettant une lumière fixe d'une portée maximale de 18 kilomètres. Il fut le premier phare du petit littoral de l'état de Piauí (66 km) pour améliorer la navigation côtière.
Il fut désactivé en 1919 à la construction d'un phare automatique à Ponta das Canárias, à presque dix kilomètres plus loin. 
En 1923, à la demande des pêcheurs de la région, un nouveau feu alimenté à l'acétylène fut réinstallé au sommet de l'ancienne tour. Cinq ans plus tard, la tour métallique fut entourée d'un parement en maçonnerie. Le phare de Ponta das Canárias fut désactivé à son tour. 
Le 21 juin 1973, le nouveau phare de Ponta das Canárias fut mis en service, et la portée de Pedra do Sal a été ramenée à 9 km temporairement. Peu avant son électrification, en 1987, il a repris sa portée primitive de 18 km. Il émet, à 15 m au-dessus du niveau de la mer, un éclat blanc par période de 6 secondes.
Identifiant : ARLHS : BRA070 ; BR0828 - Amirauté : G0102 - NGA : 17736 .

## Caractéristique dufeu maritime
- Fréquence sur 6 secondes :
  - Lumière : 0.5 seconde
  - Obscurité : 5.5 secondes

|          |
| Le phare |

### Lien connexe
- Liste des phares du Brésil